# Manoel Ferreira dos Santos Junior
Dom Manoel Ferreira dos Santos Junior, MSC (Itapetininga, 21 de Março de 1967), é um prelado brasileiro da Igreja Católica, atual bispo da Diocese de Registro.

## Vida
Manoel Ferreira dos Santos Júnior ingressou na Congregação dos Missionários do Sagrado Coração e fez a primeira profissão em 2 de fevereiro de 1991. Em 23 de janeiro de 1994 fez a profissão perpétua e o Bispo de Oeiras-Floriano, Fernando Panico MSC, conferiu-lhe a ordenação diaconal em 15 de maio do mesmo ano. O Arcebispo de Sorocaba, José Lambert Filho CSS, administrou-lhe a ordenação presbiteral em 7 de janeiro de 1995.
Em 16 de maio de 2018, o Papa Francisco o nomeou Bispo de Registro. O Bispo de Itapetininga, Gorgônio Alves da Encarnação Neto, C.R., ordenou-o bispo em Itapetininga em 21 de julho do mesmo ano. Os co-consagradores foram o Bispo Emérito do Pinheiro, Ricardo Pedro Paglia MSC, e o seu antecessor José Luiz Bertanha, S.V.D.. A entrada na diocese de Registro ocorreu no dia 19 de agosto de 2018.